# Краль, Франц
Франц Краль, псевдоним — Рахлоуц (в.-луж. Franc Kral, Rachlowc, нем. Franz Krahl; 26 ноября 1886 года, Радибор, Германия — 25 сентября 1915 года, Франция) — лужицкий педагог, писатель и редактор. Один из основателей лужицкой культурно-просветительской организации «Домовина».

## Биография
Родился 25 ноября 1886 года в семье преподавателя Якуба Краля в Радиборе. Закончив в Будишине среднюю школу, поступил в католическое педагогическое училище. В 1906 году вместе с Михалом Навкой основал детский журнал «Zahrodka» (с 1906 года — «Raj») как приложения к газетам «Katolski Posoł» и «Serbske Nowiny». С 1907 года по 1908 год служил в армии, после чего работал во вспомогательной школе в селе Хросчице. В 1908 году вступил в лужицкую культурно-просветительскую организацию «Матица сербская». В 1911 и 1912 годах издавал детский календарь «Nadźija».
С 1911 года по 1914 год работал учителем в Каменце. В это же время был редактором литературно-культурного журнала «Łužica». Участвовал в деятельности сербских сельских общественных организаций в различных населённых пунктах. В 1912 году основал вместе с Арноштом Бартом и Богумилом Швелей лужицкую культурно-просветительскую организацию «Домовина». Был в этой организации секретарём. По случаю 50-летия основания лужицкого театра написал в 1913 году сочинение «Naše dźiwadło» (Наш театр).
С 1914 года участвовал в Первой мировой войне в звании унтер-офицера. Погиб 25 сентября 1915 года во время сражения около населённого пункта Loos во Франции.
Сын серболужицкого писателя Краля Якуба и младший брат серболужицкого лингвиста Юрия Краля.